# Cold War (film 2018)
Cold War (Zimna wojna) è un film del 2018 diretto da Paweł Pawlikowski.
Il film, che ha ricevuto tre candidature ai premi Oscar 2019, tra cui quella nella categoria miglior film in lingua straniera, racconta la travagliata storia d’amore tra Wiktor e Zula, che deve far fronte sia alla divergenza di aspettative e caratteri, sia agli schemi della guerra fredda post bellica, con un continuo perdersi e ritrovarsi fra il socialismo reale della Polonia e la libertina Parigi.

## Trama
Polonia, 1949. Wiktor è un pianista ed etnomusicologo che viene incaricato di trovare dei talenti per il neo-costituito gruppo di danza e canto popolare Mazurek. Fra i candidati vi è Zuzanna "Zula", una ragazza misteriosa e dal passato difficile che riuscirà a stregare con la sua voce il pianista, al punto che tra i due nasce la passione. In occasione di un concerto del gruppo tenutosi a Berlino Est, nel 1952, Wiktor propone a Zula di sfruttare questa occasione per attraversare la zona di occupazione sovietica e dirigersi assieme nell'Ovest, ma la ragazza non si presenta all'appuntamento.
Parigi, 1954. Wiktor suona in un gruppo di musica jazz che ha fondato e Mazurek terrà un'esibizione in città. I due si incontrano, confessando che entrambi sono coinvolti in una relazione, nonostante i sentimenti reciproci che li legano e li portano a rincorrersi e cercarsi. Un anno più tardi Wiktor assiste ad un concerto in Jugoslavia, ma senza incontrare la ragazza, poiché viene scoperto dai servizi segreti polacchi e obbligato a rientrare in Francia prima dell'esibizione.
Nel 1957 Zula si reca a Parigi e si presenta presso gli studi di registrazione. Spiega a Wiktor di essere entrata legalmente in Francia in quanto ha sposato (con rito civile, "quindi non vale") un italiano. I due vivono la loro nuova vita à la bohémienne e Wiktor cerca di far sfondare Zula come cantante di musica polacca per il pubblico parigino. Zula, però, fatica ad adattarsi a questa nuova vita e ad un Paese che non è il suo. Inoltre nutre una profonda gelosia nei confronti di Juliette, una poetessa di successo ex amante di Wiktor. Le tensioni precipitano a tal punto che all'ennesimo litigio Zula decide di ritornare in Polonia. Wiktor vuole raggiungerla, ma non è più cittadino polacco, e non può rientrare legalmente nel paese. Pur di rientrare Wiktor accetta le conseguenze ed è condannato a quindici anni di carcere, venendo quindi detenuto in prigione. Zula promette di tirarlo fuori di lì.
1964. Zula si è risposata, è una cantante di intrattenimento e ha avuto un figlio. Grazie agli agganci del marito con il ministero riesce a far uscire di prigione Wiktor, che però artisticamente è un uomo finito (durante la detenzione gli erano state spezzate le ultime falangi delle dita indici e del mignolo). Zula è infelice e chiede a Wiktor di portarla via da quella situazione. I due capiscono gli errori che hanno commesso negli ultimi 15 anni della loro vita e, consapevoli di non voler vivere mai più separati, decidono di recarsi in una chiesa diroccata in campagna. Entrambi pronunciano i voti nuziali, che finalmente li uniranno per sempre, e subito dopo ingeriscono delle pillole, aspettando in mezzo alla natura il loro effetto mortale.

## Riconoscimenti
- 2019 - Premio Oscar
  - Candidatura per il miglior regista a Paweł Pawlikowski
  - Candidatura per la miglior fotografia a Łukasz Żal
  - Candidatura per il miglior film in lingua straniera
- 2018 - Festival di Cannes
  - Prix de la mise en scène a Paweł Pawlikowski
  - In concorso per la Palma d'oro
- 2018 - British Independent Film Awards[2]
  - Candidatura per il miglior film indipendente internazionale
- 2018 - National Board of Review[3]
  - Migliori film stranieri
- 2018 - European Film Awards[4]
  - Miglior film
  - Miglior regista a Pawel Pawlikowski
  - Miglior attrice a Joanna Kulig
  - Miglior sceneggiatura a Pawel Pawlikowski
  - Miglior montaggio a Jaroslaw Kaminski
- 2019 - Satellite Award[5]
  - Candidatura per il miglior film straniero
  - Candidatura per la miglior fotografia a Łukasz Żal
- 2019 - Premio Goya
  - Miglior film europeo
- 2019 - Premio César
  - Candidatura per il miglior film straniero